# 石梯镇 (达州市)
石梯镇，是中华人民共和国四川省达州市达川区下辖的一个乡镇级行政单位。2019年12月，撤销银铁乡、五四镇，将原银铁乡和原五四镇所属行政区域划归石梯镇管辖。

## 行政区划
石梯镇下辖以下地区：
街道社区、场周村、大井村、盘龙村、愉活村、映祥村、书湾村、税家村、龙塘村、桥东村、天生桥村、许峰村、天祠村、立石村、邓家村、水塘村、磴子村、长安村、磨山村、固家村、石城村和四垭村。